# Charidotella
Charidotella là một chi bọ cánh cứng trong họ Chrysomelidae.
Chi này được Weise miêu tả khoa học năm 1896.

## Các loài
Các loài trong chi này gồm:
- Charidotella actiosia (Spaeth, 1926)
- Charidotella amoena (Boheman, 1855)
- Charidotella amoenula (Boheman, 1855)
- Charidotella bicolor (Fabricius)
- Charidotella bifossulata (Boheman, 1855)
- Charidotella bifoveata (Spaeth, 1926)
- Charidotella bisbinotata (Boheman, 1855)
- Charidotella bordoni Borowiec, 2002
- Charidotella conclusa (Boheman, 1855)
- Charidotella connectens (Boheman, 1855)
- Charidotella cyclographa (Boheman, 1855)
- Charidotella discoidalis (Boheman, 1855)
- Charidotella duplex (Champion, 1894)
- Charidotella ecuadorica Borowiec, 1989
- Charidotella egregia (Boheman, 1855)
- Charidotella fallax (Boheman, 1855)
- Charidotella ferranti (Spaeth, 1926)
- Charidotella flaviae Maia & Buzzi, 2005
- Charidotella glaucina Boheman, 1855
- Charidotella granaria (Boheman, 1855)
- Charidotella guadeloupensis (Boheman, 1855)
- Charidotella hoegbergi (Boheman, 1855)
- Charidotella immaculata (Olivier, 1790)
- Charidotella incerta (Boheman, 1855)
- Charidotella kesseli Borowiec, 1989
- Charidotella latevittata (Boheman, 1855)
- Charidotella limpida (Boheman, 1855)
- Charidotella linigera (Boheman, 1862)
- Charidotella maculicollis (Champion, 1894)
- Charidotella marculenta (Boheman, 1855)
- Charidotella marginepunctata Borowiec, 2004
- Charidotella moraguesi Borowiec, 2007
- Charidotella morio (Fabricius, 1801)
- Charidotella oblectabilis (Spaeth, 1926)
- Charidotella oblita (Suffrain, 1868)
- Charidotella obnubilata (Weise, 1921)
- Charidotella pacata Borowiec, 2007
- Charidotella pallescens (Boheman, 1855)
- Charidotella pellucida (Boheman, 1855)
- Charidotella posticata (Boheman, 1855)
- Charidotella praeusta (Boheman, 1855)
- Charidotella profligata (Boheman)
- Charidotella proxima (Boheman, 1855)
- Charidotella puella (Boheman, 1855)
- Charidotella purpurata Boheman, 1855
- Charidotella quadrisignata (Boheman, 1855)
- Charidotella rasilis (Spaeth, 1926)
- Charidotella recidiva (Spaeth, 1926)
- Charidotella rubicunda (Guérin-Méneville, 1844)
- Charidotella santaremi Boroweic, 1995
- Charidotella sejuncta (Boheman, 1855)
- Charidotella semiatrata (Boheman, 1862)
- Charidotella seriatopunctata (Spaeth, 1901)
- Charidotella sinuata (Champion, 1894)
- Charidotella steinhauseni Borowiec, 1989
- Charidotella striatopunctata (Boheman, 1855)
- Charidotella stulta (Boheman, 1855)
- Charidotella subannulata (Boheman, 1862)
- Charidotella subsignata (Boheman, 1862)
- Charidotella tuberculata (Fabricius, 1775)
- Charidotella tumida (Champion, 1894)
- Charidotella ventricosa (Boheman, 1855)
- Charidotella vinula (Boheman, 1855)
- Charidotella virgo (Boheman, 1855)
- Charidotella virgulata (Boheman, 1855)
- Charidotella zona (Fabricius, 1801)